# Dyana Ortellí
Pour les articles homonymes, voir Ortelli.
Dyana Ortellí est une actrice mexicaine née le 1er mai 1961 à Nuevo Laredo au Tamaulipas.

## Filmographie

### Cinéma
- 1985 : Little Treasure
- 1986 : Trois Amigos ! : Juanita
- 1987 : La Bamba : Rosalinda
- 1987 : American chicano : la mère avec des oranges
- 1990 : Alienator : Orrie
- 1991 : Dollman : Mme Rodriquez
- 1992 : Sans rémission : Yolanda
- 1992 : Judgement : la mère de Musico
- 1999 : California Myth : Maria
- 2000 : Luminárias : Irene
- 2000 : Morceaux choisis : Gaga
- 2002 : Outta Time : Gloriana
- 2008 : Moe : la femme de l'homme
- 2010 : Food Stamps : Mme Fernandez
- 2010 : A Very Mary Christmas : Crystal Lite
- 2010 : Project X27 (Mexican Devil) : Malena
- 2014 : Un nouveau départ pour Noël (An Evergreen Christmas) : Rosie
- 2015 : Ana Maria in Novela Land : Mercedes
- 2017 : Los muertos : Gabriella
- 2017 : Coco : Tía Victoria et voix additionnelles
- 2019 : 5th of July : Irma

### Télévision
- 1970 : Carrascolendas : Dyana
- 1985-1987 : Cagney et Lacey : Rosa Perez (2 épisodes)
- 1986 : Capitaine Furillo : Maria (1 épisode)
- 1987 : Matlock : Hooker (1 épisode)
- 1987-1988 : Marblehead Manor : Lupe (24 épisodes)
- 1989 : The Karate Kid : personnages additionnels (1 épisodes)
- 1989 : Dans la chaleur de la nuit : Carmen Wormley (1 épisode)
- 1992 : Les Visiteurs de l'au-delà : la propriétaire du magasin d'antiquités (2 épisodes)
- 1992 : Seinfeld : la femme de chambre (1 épisode)
- 1992 : La Voix du silence : Mme Sanchez (1 épisode)
- 1993 : Les Dessous de Palm Beach : une prostituée (1 épisode)
- 1996 : New York Police Blues : Marina Bermudez (1 épisode)
- 1997 : Columbo : Colenari (1 épisode)
- 1999-2004 : Rocket Power : Sandy Rodriguez (13 épisodes)
- 2000 : Les Experts : Marlene Valdez (1 épisode)
- 2001-2002 : Lizzie McGuire : Mme Danielle Sanchez (4 épisodes)
- 2002 : Larry et son nombril : Dora (2 épisodes)
- 2004 : Les Razbitume : une fille (1 épisode)
- 2007 : Notes from the Underbelly (1 épisode)
- 2007 : What's Stevie Thinking? : Daniella Sanchez
- 2008 : Saving Grace (1 épisode)
- 2009 : Encrucijada : Andrea Del Castillo
- 2012-2013 : Sin vergüenza : Dora (2 épisodes)
- 2013 : The Bridge : la mère de Sara Vega (1 épisode)
- 2016 : Jane the Virgin : Alma (1 épisode)
- 2017 : Las Garnachas : Gloria Garnacha (1 épisode)
- 2018 : Will et Grace : Fernanda (1 épisode)
- 2022 : Esprits criminels : Imelda Gomez (1 épisode)